# Socorro (Insel)
Socorro (spanisch Isla Socorro oder Isla Santo Tomás; veraltet: Isla Anublada) ist eine Vulkaninsel im östlichen Pazifischen Ozean, etwa 440 km südlich der Südspitze Niederkaliforniens gelegen. Politisch gehört die Insel zum mexikanischen Bundesstaat Colima, von dessen Küste sie gut 700 km entfernt liegt.

## Geographie und Geologie
Socorro ist die bei weitem größte der Revillagigedo-Inseln und 51,5 km von der Nachbarinsel San Benedicto im Osten sowie 107 km von Roca Partida im Westen entfernt. Bis Clarión, der westlichsten Insel des Archipels, sind es 314 km.
Socorro ist 16,8 km lang, bis zu 15,6 km breit und weist eine Fläche von knapp 132 km² auf. Sie stellt den über dem Meer befindlichen Teil eines wuchtigen Schildvulkans dar, wobei mit dem Monte Evermann eine Höhe von 1050 m über dem Meer erreicht wird. Benannt ist der Vulkan nach Barton Warren Evermann, dem Direktor der Kalifornischen Akademie der Wissenschaften, welcher zu Beginn des 20. Jahrhunderts die wissenschaftliche Erforschung der Insel förderte. Die Insel erhebt sich steil aus dem Pazifik, ihre Landschaft ist geprägt durch eine Vielzahl teils mit erstarrter Lava gefüllter Krater und Schluchten. Die letzten Ausbrüche erfolgten 1905 und 1951. 1993/94 kam es drei Kilometer westlich der Küste zu einer Eruption unter Wasser.

## Geschichte
Als erste der Revillagigedo-Inseln wurde Socorro am 21. Dezember 1533 vom spanischen Entdecker Hernando de Grijalva an Bord der San Lázaro entdeckt und Isla Santo Tomás getauft. 1541 wurde sie von Domingo del Castillo erstmals kartographiert. Auf der Suche nach Gold wurde die Insel 1608 von Martín Yañez de Armida betreten und in Socorro (deutsch: Hilfe, Beistand) umbenannt.

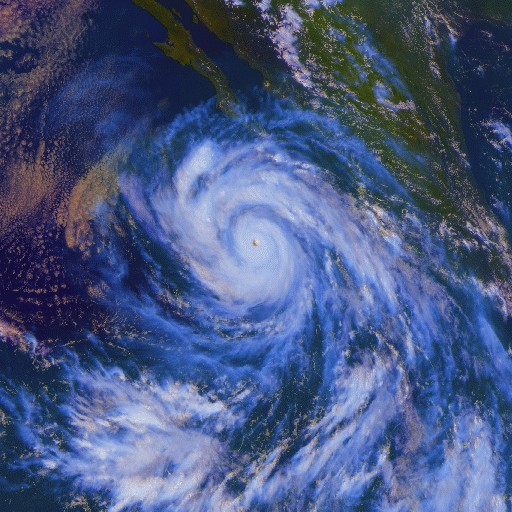
Hurrikan Linda über den Revillagigedo-Inseln, 1997

Insbesondere im 19. Jahrhundert wurde die Insel von zahlreichen Forschern aufgesucht, unter anderen 1811 von Alexander von Humboldt, 1825 Benjamín Norell oder 1839 Edward Belcher. 1855 wurde Socorro vom US-amerikanischen Ornithologen Andrew Jackson Grayson aufgesucht, welcher zahlreiche Vogelarten entdeckte und systematisch erfasste.
1957 wurde unweit der Südspitze, am Cabo Regla, eine mexikanische Marinebasis errichtet. Im angrenzenden Dorf lebten etwa 250 Soldaten und deren Angehörige; sonst ist die Insel unbewohnt. Seit 1994 ist Socorro Bestandteil des Biosphärenreservats Reserva de la Biosfera „Archipiélago de Revillagigedo“.
Im September 1997 wurde das Eiland vom Hurrikan Linda, dem stärksten jemals im östlichen Pazifik beobachteten Wirbelsturm, heimgesucht.

## Flora und Fauna
Socorro ist die an Tier- und Pflanzenarten reichste der vier Revillagigedo-Inseln. Auf der steinigen, trockenen Oberfläche wachsen nur niedrigwüchsige Pflanzen, insgesamt kommen nicht weniger als 41 endemische Pflanzenarten vor.
Für ihre endemischen Vogelarten ist die Insel berühmt. Genannt seien: Die Socorrospottdrossel (Mimus graysoni), von der es nur noch weniger als 500 Individuen gibt, der Socorrosittich (Aratinga brevipes), der Socorrozaunkönig (Troglodytes sissonii) sowie die nur auf Soccoro heimische Unterart des Elfenkauzes (Micrathene whitneyi graysoni). Die Socorrotaube (Zenaida graysoni) ist freilebend ausgestorben, wird aber in Gefangenschaft gezüchtet. Bedroht ist auch der auf der Inselgruppe endemische Townsend-Sturmtaucher (Puffinus auricularis).
Gefährdet ist die einzigartige Tier- und Pflanzenwelt durch Neobiota. 1869 wurden auf Socorro Schafe eingeführt;  durch die Bewohner der Marinebasis kamen weitere Haustiere wie Katzen und Schweine hinzu. Zwar gibt es Bestrebungen, die Bestände der verwilderten Haustiere drastisch zu dezimieren, allerdings wird dies wohl noch vieler Jahre bedürfen.